# Blepharotes vivax
Blepharotes vivax là một loài ruồi trong họ Asilidae. Blepharotes vivax được Hermann miêu tả năm 1907. Loài này phân bố ở miền Australasia.